# خودآگاهی

براستی آنی که درون ما ناظر جهان و وقایع آن است کیست؟ این است شیرازهٔ موضوعات فلسفه ذهن و خودآگاهی.

خودآگاهی یا هشیاری (به انگلیسی: consciousness)، بنابر ساده‌ترین تعریف، استخراج اطلاعات و افکار به‌صورت ارادی است که ماهیت ذهن را مشخص می‌کند و از ناخودآگاه سرچشمه می‌گیرد و تجربهٔ شخصی افکار و احساسات و مطلع بودن از موجودیت درونی یا بیرونی است و یکی از مهم‌ترین بحث‌های فلسفه ذهن که در حال حاضر بحث روز به‌شمار می‌رود، مسئلهٔ خودآگاهی یا ماهیت ذهن است. خودآگاهی به‌طور کلی شناخت انسان از کل ماهیت او است. شناخت مکانیسم حافظه، کلیدی برای حل فرایند خودآگاهی است.

## اهمیت

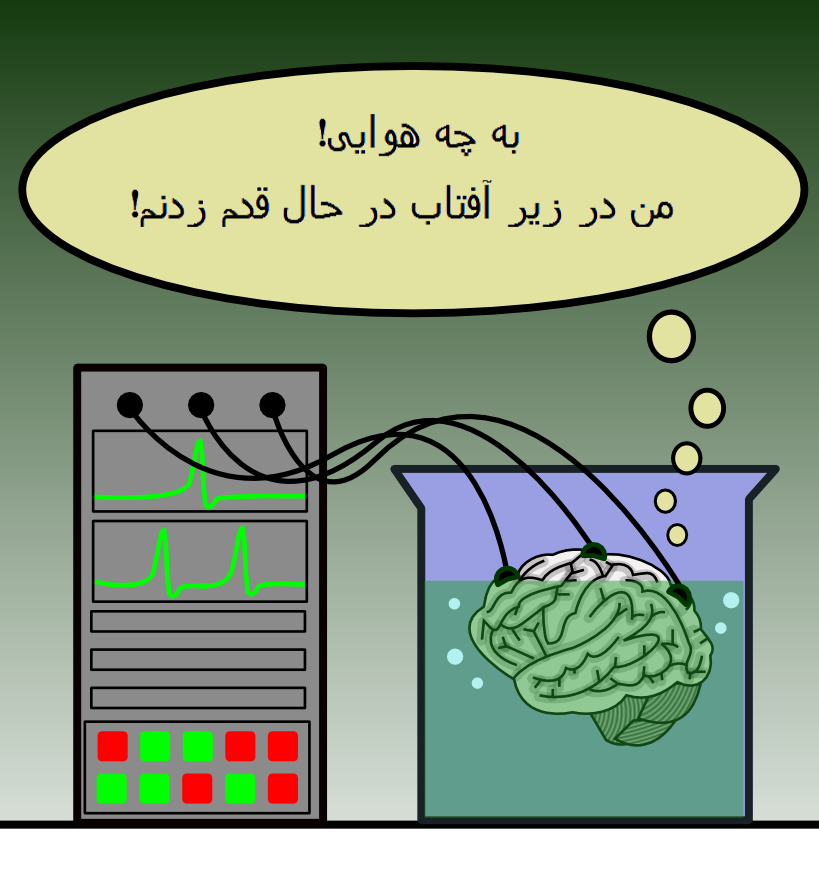
«آزمایش مغز درون خمره»

اهمیت مطالعات خودآگاهی یا ماهیت ذهن به حدی در حال اوج گرفتن است که نشریهٔ ساینس در سال ۲۰۰۵ اقدام به ارائهٔ ۲۵ سؤال از مهم‌ترین سؤال‌های علمی قرن حاضر نمود، و در این گزارش، مطالعات علوم خودآگاهی در مکان دوم مهم‌ترین پرسش‌های علمی کنونی جهان قرار داده شد.

## تعریف
با اینکه خودآگاهی (ماهیت ذهن) قرن‌هاست که مورد توجه اندیشمندان عالم بوده‌است، اما نخبگان علم امروزی هنوز از ارائه یک تعریف واحد و منسجم و حتی قابل قبول برای یکدیگر عاجزند.
از جمله تعریف‌های موجود برای خودآگاهی می‌توان به «آگاهی از اطلاعات حسی ورودی، افکار و عواطف خویش» اشاره کرد؛ لذا می‌توان نتیجه گرفت که مفهوم «من» در تعریف خودآگاهی اهمیت بسزایی دارد.
در این مقاله و مقالات مرتبط در ویکی‌پدیا، سعی شده که برگردان‌های ذیل مدنظر باشند:
- خودآگاهی = consciousness (مصوب فرهنگستان زبان پارسی)
- آگاهی = awareness
- خویشتن‌آگاهی = self-awareness
- هوشیاری = sobriety, astuteness, alertness

این واژگان، هر یک تعریف خود را دارند، و معادل یکدیگر نیستند. به‌طور نمونه، دیوید چالمرز تفاوت بین آگاهی و خودآگاهی را این‌گونه بیان می‌کند:
آگاهی، قرین روان‌شناختی خودآگاهی‌ست.
خودآگاهی با توجه به تعبیر کلی آن (شناخت انسان از کل هویت او) شامل شناخت انسان از ویژگی‌ها، تفاوت‌ها و شباهت‌های انسان با دیگران و شناخت عوامل مؤثر بر آن (شناخت خود، دیگران و حقوق متقابل. معایب: همه چیز خواهی) است.
لذا منظور از این مقاله، همان خودآگاهی، یا consciousness است.

## ماهیت ذهن،ماده‌گرایی، و پیامدهای آن
سؤال بزرگ این است که چگونه انسان می‌تواند از امور مختلف آگاه باشد. ماده‌گرایان بزرگ، همانند دانیال دنت امروزه اذعان دارند که خودآگاهی صرفاً نتیجهٔ یک سیستم پیچیدهٔ مطلقاً فیزیکی است.
به عقیده جولین هاکسلی «این انگاره که خودآگاهی نتیجه انگیزش بافت‌های عصبی است درست مثل داستان مالیدن چراغ جادوی علاءالدین و بیرون آمدن غول از آن است.» از دیدگاه برخی، ممکن است خودآگاهی را همان شکاف تبیینی (به انگلیسی: The explanatory gap) بدانند. این واقعیت، بحث‌های بیست سال اخیر را دربارهٔ خودآگاهی تحت شعاع خود قرار داده‌است.

## ماهیت ذهن و مکانیک کوانتمی

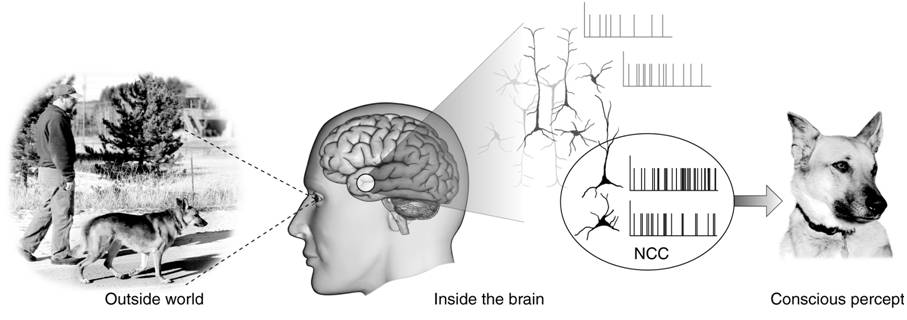
مفهوم چگونگی قرینگی نورونی خودآگاهی با دنیای خارج

یکی از ادعاها پیرامون تعابیر مسئلهٔ سنجش در مکانیک کوانتومی این است که فروریزش تابع موج و تولید وقایع و ذرات کوانتومی مستلزم وجود خودآگاهی‌ست. بدین معنی، نه تنها خودآگاهی معلول طبیعت نیست، بلکه علت آن است، و حتی دلیل ایجاد فرایندهای درون مغزی در مقیاس بسیار کوچک می‌باشد.
از مدافعان مشهور این دیدگاه، استوارت همروف، هنری ستپ، و فیزیکدان راجر پنرز است که معتقد است اندرکنش‌های کوانتیکی در ناحیه‌ای از سلول‌های مغزی بنام میکروتوبولها به وقوع می‌پیوندد. وی بر این مبنا همانند کورت گودل معتقد است که مغز انسان یک سیستم فرا-الگوریتمی است. برخی، حتی این نظریات را پیشتر برده و معتقدند که خودآگاهی با فضا و زمان پیوندهای بنیادی دارد.
اما بسیاری از محققان این ایده را شبه علم تلقی می‌کنند. ویکتور استینگر این ایده را فاقد هرگونه پایه علمی و در رده قصه‌های «خدایان و تکشاخ‌ها و اژدها» می‌داند. مکس تگمارک آن را رد می‌کند و استدلال می‌کند که محیط مغز برای حفظ وضعیت کوانتمی بسیار داغ است و وضعیت‌های کوانتمی ذرات در آن بلافاصله در تعامل با محیط پیرامون از هم می‌پاشد و این فرصت شکل‌گیری یک فرایند کوانتمی را آنقدر محدود می‌کند که عملاً اثر آن بر مغز و ذهن ناچیز خواهد بود. در مجموع گرچه تعدادی از فیزیک‌دانان از بحث پیرامون این ایده استقبال می‌کنند اما بسیاری آن را غیرعلمی می‌دانند.

## بزرگان نظریه‌پرداز در فلسفهٔ خودآگاهی

### در تاریخ

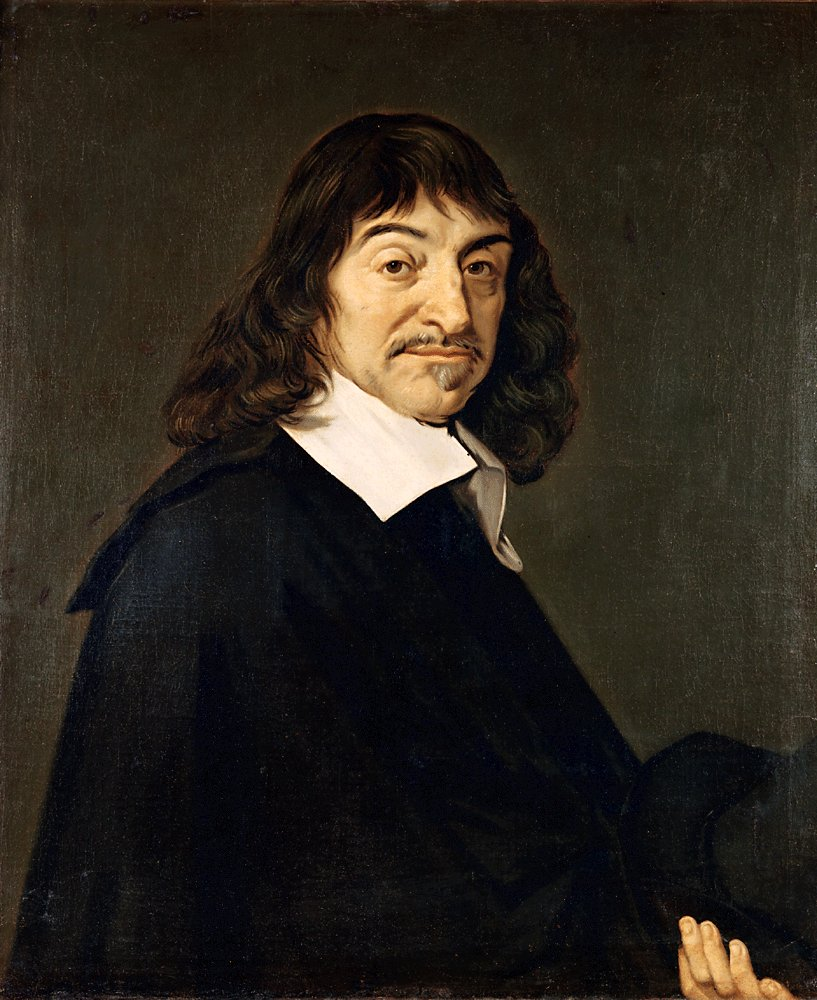
رنه دکارت اعتقاد داشت جایگاه خودآگاهی در غده صنوبری در مغز است.
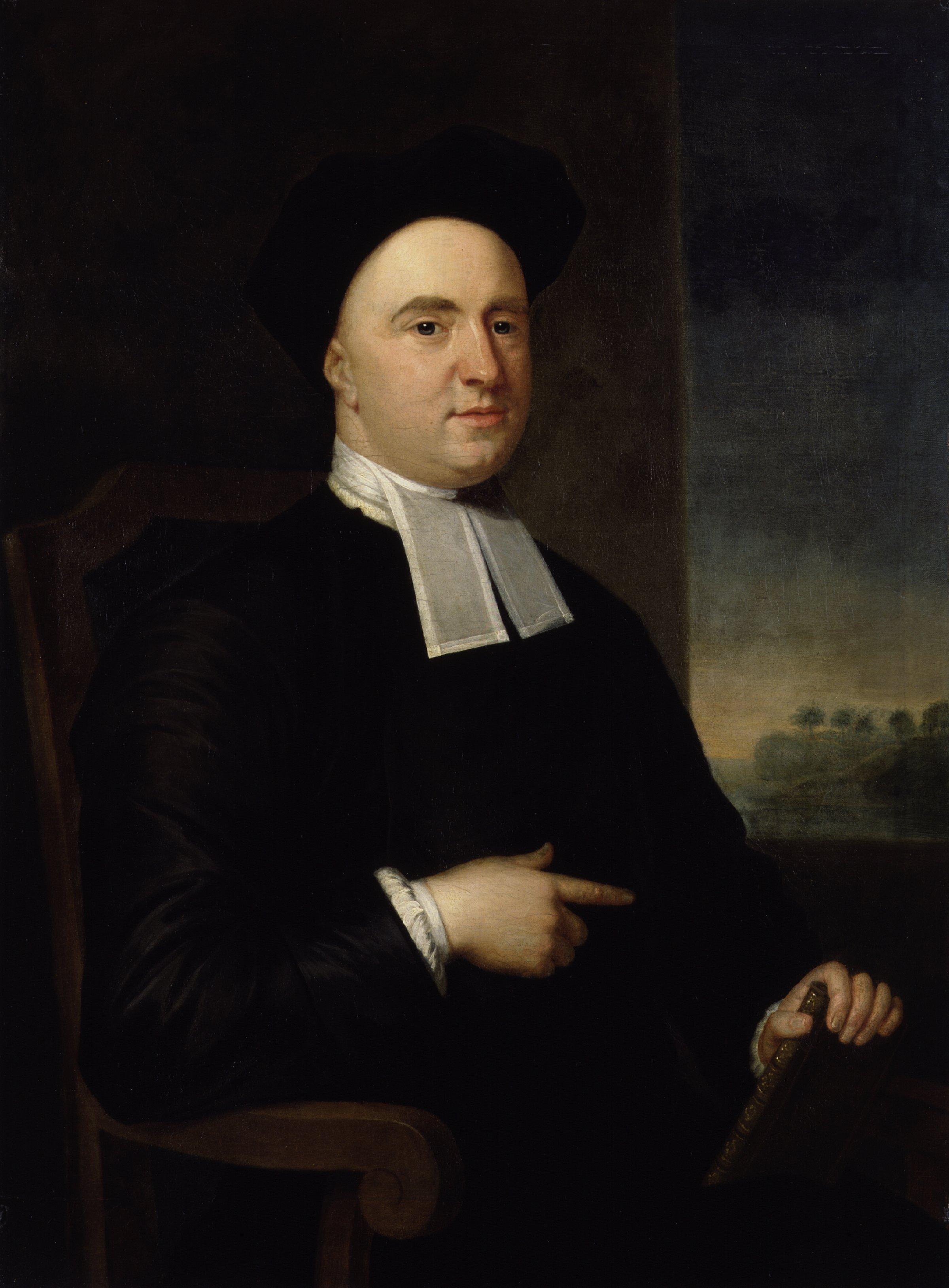
جرج برکلی، بانی نظریه آرمانگرایی مدرن.
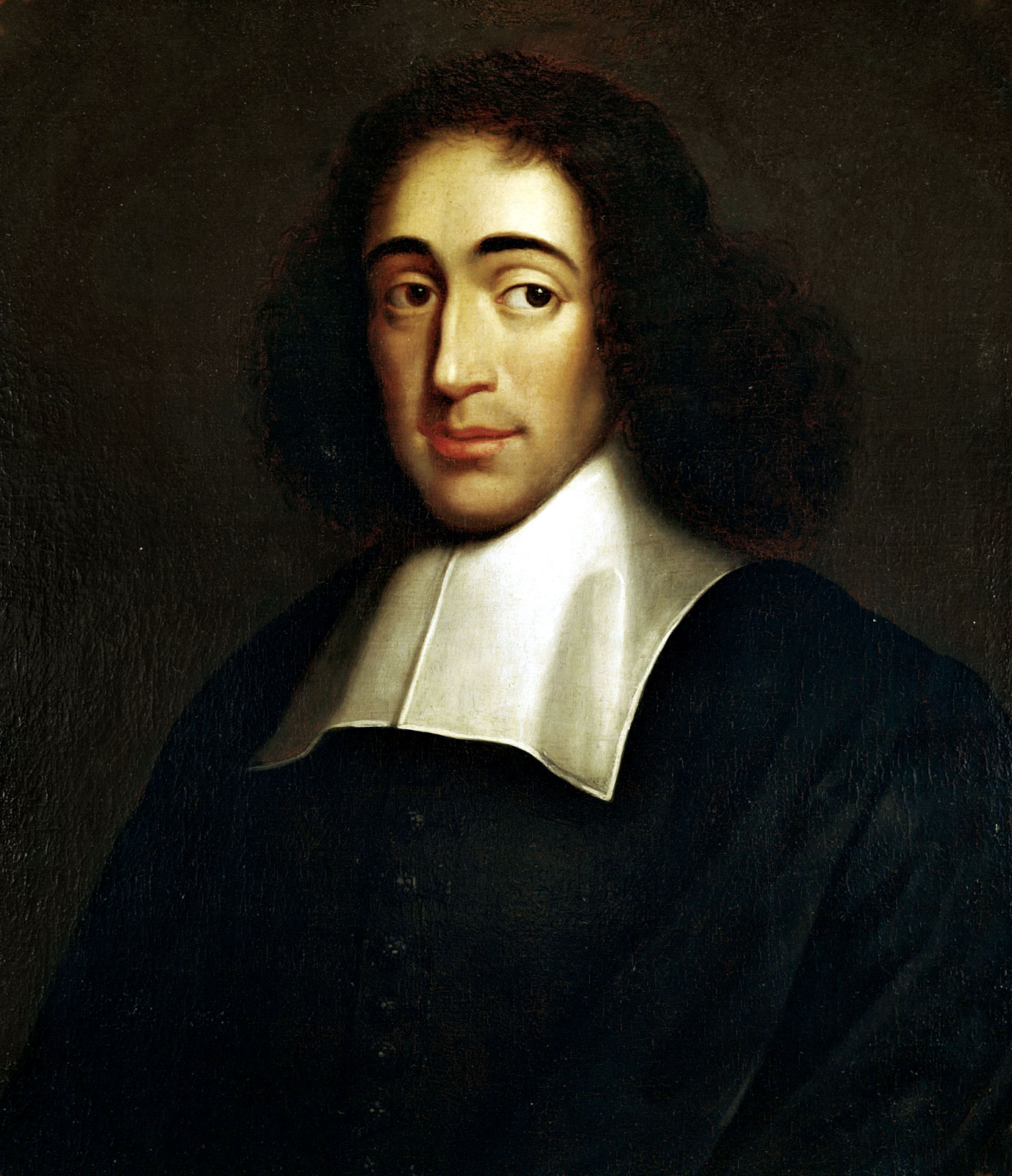
باروخ اسپینوزا و اشاعهٔ فلسفه مونیسم
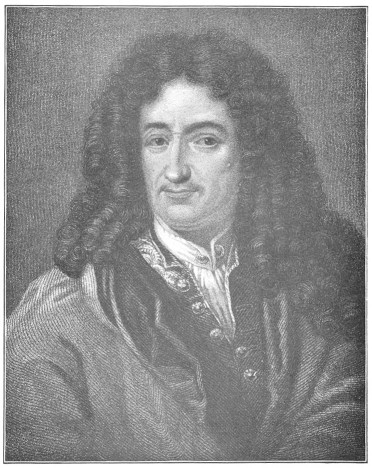
گوتفرید لایبنیتز مشهور در فلسفه خودآگاهی هم نظریاتی دارد.

### امروزه

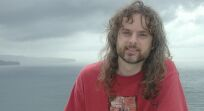
دیوید چالمرز بنیانگذار مؤسسه مطالعات خودآگاهی مشهور دانشگاه آریزونا
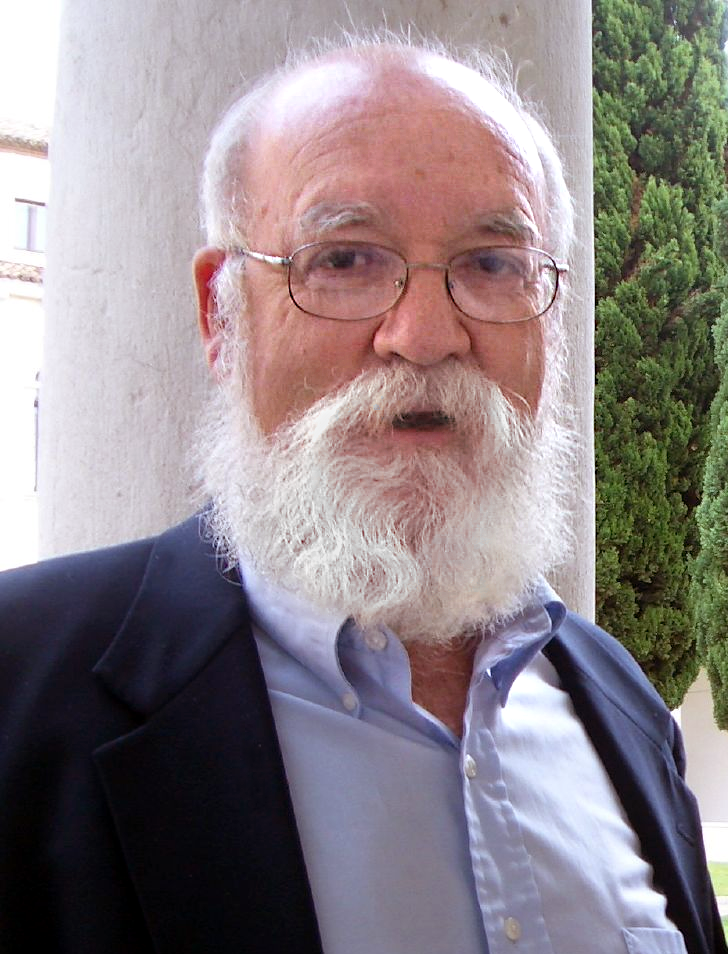
دنیل دنت، ماده‌گرای بزرگ که اعتقاد دارد خودآگاهی یک پدیدهٔ کاملاً فیزیکی است.
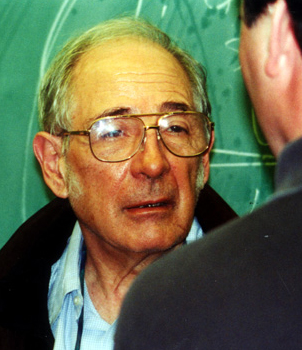
جان سرل از بزرگ‌ترین فیلسوفان کنونی فلسفه ذهن
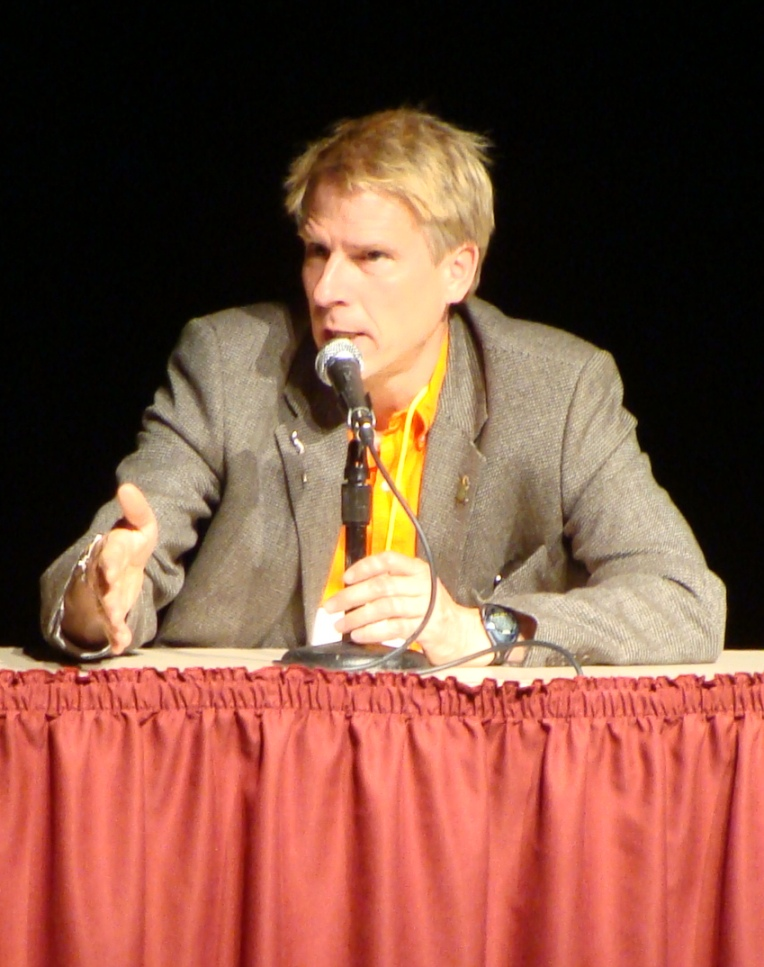
کریستف کخ: متخصص بزرگ عصب‌شناسی که به‌دنبال یافتن کورلاسیون (همبستگی)های نورونی برای تبیین خودآگاهیست.

از دیگر بزرگان این رشته می‌توان راجر پنرز، گوستاو برنرویدر، ستوارت همروف، دیوید بوهم، روپرت شلدریک، ستانیسلاس دوهین، مایکل تای، بنیامین لیبت، کارل پریبرام و سوزان بلک‌مور را نام برد.

## در علوم اعصاب
از اواخر قرن بیستم، خودآگاهی برای اولین بار به حوزهٔ علوم اعصاب پا نهاده و به عنوان محصول عملکرد پیچیده سیناپسی در سلول‌ها عصبی مطرح شد. امروزه بیان می‌شود که برای داشتن دریافت‌های آگاهانه از محیط، سه رویداد مغزی رخ می‌دهد. در قدم اول، داده‌های حسی از اندام‌های مختلف از طریق تالاموس وارد کورتکس می‌شوند. سپس، این داده‌ها به مناطق پیش پیشانی منتقل شده و در آن جا پردازش می‌شوند. در نهایت نیز شکل‌گیری یک موج پس نورد به سمت مناطق پس سری کورتکس، یک تجربه آگاهانه را سبب می‌شود.
یکی از راه‌های مطالعه خودآگاهی در علوم اعصاب، بررسی مکانیسم اثر داروهای بیهوشی است. با مصرف این داروها رویدادهای فیزیولوژیک قابل توجهی از جمله غالب شدن امواج دلتا در مغز (فرکانس ۰٫۵ تا ۴ هرتز)، به حداقل رسیدن نرخ تنفس، فشار خون، ضربان قلب و خون‌رسانی به کورتکس مغز، رخ می‌دهد. هم چنین در سطح سلولی، پتانسیل عمل و نقل و انتقالات ویزیکولی در سلول‌های عصبی متوقف می‌شود. با وجود در دست بودن تمامی این اطلاعات، نحوهٔ عملکرد این داروها در هاله‌ای از ابهام قرار دارد. در ابتدا، عنوان شد که این داروها بر شبکه‌های عصبی موجود در کورتکس، سیستم لیمبیک و نخاع اثر گذاشته و به ترتیب، سبب از بین رفتن خودآگاهی، اختلال در حافظه و عدم تحرک می‌شوند؛ ولی بررسی رفتار پارامسی که یک ارگانیسم تک سلولی فاقد هرگونه سیناپس و شبکه عصبی است، موجب نقض این فرضیه شد. این موجود دارای عملکردهای شناختی ساده است که در حضور داروهای بیهوشی مهار می‌شود؛ لذا می‌توان نتیجه گرفت که محل اثر این داروها درون سلولی است.
مطالعات فیزیک و شیمیایی فراتر بر روی ساختار انواع داروهای بیهوشی نشان داده‌است که این مواد هیدروفوب بوده و از طریق برهم کنش‌های واندروالس لاندنی و ابرهای الکترونی لایهٔ π به مناطق غیرقطبی سلول متصل می‌شود. از جمله این مناطق می‌توان به غشاهای سلولی و پاکت‌های هیدروفوبیک داخل پروتئینی اشاره کرد. با توجه به این که استریوایزومرهای این ترکیبات قابلیت بیهوش‌کنندگی ندارند، می‌توان نتیجه گرفت که غشاهای سلولی، هدف این ترکیبات نیستند، چرا که غشاهای سلولی قابلیت تفکیک بین ایزومرها را ندارند؛ لذا می‌توان نتیجه گرفت که پاکت‌های هیدروفوبیک پروتئین‌ها محل اثر این داروها هستند. مطالعات پروتئومیکس انجام شده نشان داد که قرار گرفتن در برابر داروهای بیهوشی به صورت مزمن سبب افزایش بیان سه نوع پروتئین می‌شود. از میان این پروتئین‌ها می‌توان به توبولین، زیرواحد پروتئین میکروتوبول اشاره کرد. مطالعات دینامیک مولکولی بر روی توبولین‌ها نشان داد که در آن نُه سایت اتصال برای انواع داروهای بیهوشی وجود دارد. اغلب این سایت‌ها در محل اتصال آلفا و بتا توبولین واقع شده‌اند، جایی که بر اساس مطالعات محاسباتی موجود دارای ویژگی‌های کوانتومی است. مطالعات کوانتومی اخیر توسط راجر پنرز و ستوارت همروف نشان داده‌است که در محل اتصال زیرواحدهای آلفا و بتا توبولین، هشت آمینواسید تریپتوفان یک شبکه هیدروفوبیک را تشکیل می‌دهند. تریپتوفان‌های این شبکه در فاصله ۱۰ تا ۴۰ انگستروم نسبت به یکدیگر واقع شده و به همین دلیل قابلیت تونل کردن الکترونها را دارند. به عبارتی، تریپتوفان‌ها، هم‌فاز بوده و الکترون‌ها در این شبکه به صورت موجی منتقل می‌شوند. هم چنین وجود ساختارهای ایندولی در تریپتوفان‌ها سبب رزونانس الکترون در این شبکه و تأخیر درانتقال الکترون به مدت ۶۰۰ فمتوثانیه می‌گردد. مطالعات محاسباتی نشان می‌دهد که داروهای بیهوشی در اثر برهم کنش با این شبکه، سبب اختلال در تونل شدن الکترون شده و از بین رفتن موقتی خودآگاهی را منجر می‌شوند.

## در روان‌شناسی
هشیاری، به معنی آگاه‌بودن می‌باشد. هشیاری داشتن یعنی آگاهی داشتن از تمامی احساسها، ادراکها، خاطراتی که در هر لحظه از زمان روی می‌دهند. انسان‌ها، بیشتر عمر خود را در حالت، هشیاری-بیداری می‌گذرانند
و هر روز بین خواب و بیداری دور می‌زنند. در طول خواب از محیط اطراف خود کمتر آگاه می‌شویم. گو اینکه کاملاً بدون پاسخ نیستیم. وقتی خواب می‌بینیم در دنیایی خیالی زندگی می‌کنیم، جایی که رویدادهای غیرممکن، امکان‌پذیر به نظر می‌رسد. چرا ما این دوره‌های هشیاری تغییر یافته را داریم؟ (کالات ،۱۳۸۶). این ادعا وجود دارد که هشیاری، چنانچه ما امروزه آن را می‌شناسیم رشد تاریخی اخیر است که بعد از دوران هومر ایجاد شده‌است (جاینس ،۱۹۷۴). بر اساس این دیدگاه، انسان‌های اولیه، کسانی که در جنگ‌های محلی شرکت می‌کردند خودشان را به عنوان فرد درونی یکپارچه از تفکرات و اعمال، حداقل به صورت امروزی تجربه نمی‌کردند. سایرین مطرح کرده‌اند که حتی در دوره کلاسیک، هیچ کلمه معادل هشیاری در یونان باستان وجود نداشته‌است (ویلکس ،۱۹۸۴٬۱۹۸۸، ۱۹۹۵). با شروع دوران مدرن جدید در قرن هفدهم هشیاری مرکز تفکر پیرامون ذهن شد.
کلمات هشیار و هشیاری، اصطلاحاتی هستند که گسترهٔ متنوعی از پدیده‌های ذهنی را پوشش می‌دهند. اما در معانی گوناگونی به کار برده می‌شوند؛ و رنج صفت هشیار ناهمگن است و برای هر دو مورد کل موجود زنده-هشیاری مخلوق- و نیز برای حالتها و فرایندهای روانی خاص- حالت هشیاری- به کار می‌رود (روزنتال ،۱۹۸۶؛ گنرو ۱۹۹۵؛ کاروترز ،۲۰۰۰). هشیاری شامل احساس آگاهی و محتوای آگاهی، هر دو است. توجه، الزاماً همان هشیاری نیست و ما نسبت به برخی از فرایندهایی که در جریان توجه در ذهن ما فعال‌اند آگاهی نداریم یعنی در سطح پیش هشیار آگاهی ما وجود دارند. پیش هشیار، اطلاعاتی است که بدان آگاهی نداریم ولی در دسترس فرایندهای شناختی ما می‌باشد. فواید توجه هشیار شامل نظارت بر تعامل خود با محیط، حفظ ارتباط با محفوظات قبلی خود، کنترل و تدوین برنامه‌های آینده است. مطالعه اطلاعات پیش هشیار از طریق آماده‌سازی، میسر می‌شود. آماده‌سازی، زمانی اتفاق می‌افتد که بازشناسی محرک خاصی، تحت تأثیر ارائه پیشین همان محرک یا محرک شبیه آن قرار می‌گیرد (استرنبرگ، ۲۰۰۶). یکی دیگر از پدیده‌های مرتبط با هشیاری، پدیده نوک زبانی است که زمانی اتفاق می‌افتد که آوردن اطلاعات پیش هشیار به آگاهی هشیار کاری دشوار باشد.
هشیاری، نیاز به شبکهٔ پیچیده‌ایی از عناصر با اتصالات داخلی سلول‌های عصبی دارد. زیر لایهٔ جسمی، عقده تالاموس_قشری، که هشیاری را با محتوای دقیقش فراهم می‌کند در هفته بیست و چهارم تا بیست و هشتم بارداری ایجاد می‌شود. بسیاری از عناصر مدار مورد نیاز برای هشیاری در سه‌ماهه سوم بارداری ایجاد می‌شود (کوچ، ۲۰۰۹).
ویژگی کیفی با احساسات خام معادل دانسته می‌شود و با تجربه رنگ قرمز هنگامی که یک گوجه قرمز را می‌بینید یا با مزه شیرینی خاصی که هنگام چشیدن آناناس با آن مواجه می‌شوید توضیح داده می‌شود (لوک ،۱۶۸۸) نوع ویژگی کیفی مربوط به هشیاری به حالتهای حسی محدود نمی‌شود بلکه به عنوان یک جنبه حالت‌های تجربی مانند تجربه، افکار و تمایلات در نظر گرفته می‌شود (سویورت ،۱۹۹۸).
در نهایت، فهم جامع هشیاری نیازمند تئوری‌های متنوع است، که هر کدام ممکن است تنوع مدل‌ها را به صورت مفید و بدون تناقض قبول کند که هر کدام به شیوه خودشان بازنمایی‌های فیزیکی، نورونی، شناختی، کارکردی و جنبه‌های سطح بالای هشیاری را هدف قرار می‌دهند. بعید به نظر می‌رسد که یک چشم‌انداز تئوریکی منفرد برای تبیین تمام جنبه‌های هشیاری کافی باشد؛ بنابراین به نظر می‌رسد که یک رویکرد ترکیبی و کثرت‌گرایانه بهترین راه برای پیشرفت آینده باشد.

## آزمایش‌ها
- آزمایش انتخاب تاخیردار ویلر

## همایش‌ها و مراکز بزرگ مطالعات خودآگاهی
- مرکز مطالعات خودآگاهی دانشگاه آریزونا
- کنفرانس دوسالانه Toward a Science of Consciousness که در سال ۲۰۰۸ در شهر توسان برگزار گردید.
- کنفرانس ذهن کوانتمی ۲۰۰۷ در سالزبورگ اتریش

## نشریات
- ژورنال مطالعات ماهیت ذهن چاپ انگلستان

### نوشتارها
- جایگاه مکانیک کوانتمی در خودآگاهی: نظرات متضاد کریستوف کوش و هنری ستپ

### نوانما
- کلیپ‌های ویدئویی جلسه مباحثه خانم سوزان گرینفیلد (دانشگاه آکسفورد) و کریستوف کوش (دانشگاه کلتک) راجع به زیربنای عصب‌شناختی خودآگاهی در مغز
- سخنرانی سید حسین نصر در دانشگاه هاروارد در مورد خودآگاهی از دیدگاه مذهبی

### دیگر پیوندها
- لیست کتب مهم علوم خودآگاهی